# 低蛋白血症
低蛋白血症（英語：hypoproteinemia）是一个人体血液中蛋白质水平非常低的一种疾病。人体每天都需要摄入足够的蛋白质来维持基本机能，缺少蛋白质会导致人体骨骼，肌肉，皮肤及各个器官出现问题。

## 症状
低蛋白血症的症状由轻到重会出现：
1. 疲劳和虚弱
2. 病毒或细菌反复感染
3. 头发稀疏，易断
4. 头发掉落
5. 指甲脆弱，皮肤干燥
6. 情绪易变和烦躁
7. 渴望富含蛋白质的食物

以上症状，也可能因其他健康问题导致，不能只通过这些症状判断得了低蛋白血症。

## 成因
- 营养不良和饮食不足，导致蛋白质摄入量不足
- 肝病，导致不能正常加工蛋白质
- 肾病，导致蛋白质过多的被排出体外
- 肠炎，导致不能正常吸收蛋白质

## 诊断
血液检查，测试其中的蛋白质水平。

## 治疗
- 饮食调节
- 脏器疾病的治疗
- 心理治疗

## 蛋白质摄入标准
建议每日摄入量（RDA）为每千克体重0.8克蛋白质。
对于运动员，孕妇，健身人群等需要更多蛋白质的群体，可能需要摄入更多蛋白质。
富含蛋白质的食材包括：肉，鱼，蛋，禽，大豆，坚果等。